# Сазанье
Сазанье — посёлок в Сердобском районе Пензенской области. Административный центр Сазанского сельсовета.

## География
Посёлок расположен в юго-западной части области на расстоянии примерно в  километрах по прямой к северо-западу от районного центра Сердобска.
Часовой пояс
Посёлок Сазанье как и вся Пензенская область, находится в часовой зоне МСК (московское время). Смещение применяемого времени относительно UTC составляет +3:00.

## Население
| 2002  | 2010  | 2012  | 2013  | 2014  | 2015  | 2016  |
| ----- | ----- | ----- | ----- | ----- | ----- | ----- |
| 1984  | ↘1735 | ↘1707 | ↘1660 | ↘1630 | ↘1585 | ↘1541 |
| 2017  | 2018  | 2021  |       |       |       |       |
| ↘1499 | ↘1490 | ↗1583 |       |       |       |       |

Национальный состав
Согласно результатам переписи 2002 года, в национальной структуре населения русские составляли 93 % из 1984 чел..